# Windows Phone Store
Windows Phone Store (также Магазин Windows Phone) — магазин приложений Microsoft для собственной мобильной платформы Windows Phone, которая позволяла пользователям устанавливать и приобретать различные бесплатные и платные приложения и игры для смартфона. Windows Phone Store (ранее Windows Phone Marketplace) начал работу с выходом Windows Phone 7 в октябре 2010 года. Интернет-магазин доступен как с телефона под управлением Windows Phone, так и с помощью браузера. В конце июня 2012 года Microsoft было официально заявлено о более 100 тысячах доступных приложений в магазине. Это мало при условии, что на конкурирующих платформах порядка 800 тысяч приложений.
После выпуска Windows 10 Mobile, Windows Phone Store был заменен новым Microsoft Store, добавив возможность приобретать фильмы и сериалы.

## Windows Phone 7 SDK
Разработка приложений для Windows Phone 7 основана на Silverlight, XNA и .NET Compact Framework. Основными средствами для разработки приложений являются Visual Studio 2010 и Expression Blend.
Если доход от приложения превышает 25 000 $, то разработчик получает до 80 % от дохода их приложений. Иначе разработчик получит до 70 %.

## Закрытие
16 декабря 2019 года магазин был закрыт для Windows Phone 8.1, 1 января 2020 года магазин закрыли для Windows Phone 8 и 12 ноября 2023 года на Windows 10 Mobile. 
Из-за того, что Магазин теперь больше недоступен на всех версиях Windows Phone и Windows 10 Mobile, пользователи больше не смогут
.
- зайти на главную страницу Магазина;
- приобретать новые приложения игры;
- загружать повторно уже купленные приложения игры и обновлять их;
- оставлять отзывы, смотреть подробности о приложении.

Даже после закрытия Магазина и всех других сервисов для Windows Phone, пользователи могут по-прежнему пользоваться теми приложениями, которые уже установлены на его смартфоне до закрытия Магазина. Однако не рекомендуется удалять какие-либо приложения и игры или сбрасывать смартфон до заводских настроек, поскольку загрузить заново какое-либо приложение больше будет нельзя.

## Установка приложений после закрытия
Для Windows Phone 8.1 можно только разблокировать загрузчик. Инструкция - https://4pda.to/forum/index.php?showtopic=963441
Для Windows 10 Mobile больше нельзя устанавливать приложения из Microsoft Store, но в настройках можно включить режим разработчика и устанавливать приложения, как на WP8.1